# ماهينور أزدمير
ماهينور أوزدمير Mahinur Özdemir (7 ديسمبر، 1982 في شيربيك، بروكسل، بلجيكا) هي سياسية تركية وبلجيكية تشغل منصب وزيرة الأسرة والخدمات الاجتماعية في الحكومة التركية  منذ 3 يونيو 2023  ، وقبلها كانت سفيرة تركيا في الجزائر (2020-2023) . حاصلة على شهادة البكالوريوس في العلوم السياسية والإدارة العامة من جامعة بروكسل الحرة. كانت نائبة في برلمان بروكسل الاقليمي وهي تعد أول برلمانية أوربية ترتدي الحجاب.

## نشأتها
ولدت ماهينور أوزدمير جوكتاش في 7 فبراير 1982 في بلجيكا، في منطقة شيربيك في بروكسل. وهي من الجيل الثالث لعائلة تركية مهاجرة من قونية وإميرداغ الى بلجيكا، نشأت وتعلمت فيها، حصلت على درجة البكالوريوس في هندسة الموارد البشرية من جامعة بروكسل ULB ودرجة الماجستير في الإدارة العامة. التحقت ماهينور في عام 2004 بحزب المركز الديمقراطي الإنساني (الذي كان يدعى الحزب الاجتماعي المسيحي حتى عام 2002) وكانت ما تزال طالبة. وفي العام التالي عرضوا عليها المشاركة في الانتخابات البلدية في قائمة الحزب وأصبحت عضوًا في بلدية سخاربيك التي يقطنها عدد كبير من الأجانب من أصول عربية وإسلامية، وخاصة من المغاربة والأتراك. وحصلت على فرصة عمل داخل أحد المراكز التابعة للحزب والتي تهتم بالقضايا الاجتماعية.

## الانتخابات
ثم اختارها الحزب لتكون أصغر مرشحة في قوائم الحزب ببروكسل ووضعها في المرتبة رقم 21، وهي مرتبة صعبة للحصول على مقعد. ولكن هذا الأمر تحقق بعد أن حصلت على الأصوات المطلوبة. الحملة الدعائية لحزب ماهينور عرفت موقفا غريبا في بادئ الأمر. ولكن ماهينور أكدت أن الأمور اتضحت لها في ما بعد. وكان الحزب قد رفع أفيشات انتخابية عرضت صور جميع المرشحين في حي سخاربيك، ولكن الصورة الوحيدة التي تعرضت للتغيير هي صورة ماهينور، إذ جرى تكبير ملامح الوجه بحيث يكون أكثر ظهورا ويختفي الحجاب الذي ترتديه. عقب الإعلان عن فوز ماهينور من الحزب الديمقراطي بعد أن حصلت على 2851 صوتا كانت كافية لحصولها على مقعد في برلمان بروكسل.
| ماهينور أزدمير | أحجب شعري ولا أحجب فكري ولن يكون غطاء الرأس الإسلامي عائقا أمام نشاطي وعملي السياسي، ولا يجب أن يتحول الأمر إلى نقطة خلاف، وأنصح الذين ينتقدون الحجاب أن يذهبوا إلى طبيب عيون لتنقيتها من الإجحاف». | ماهينور أزدمير |

## الحياة الشخصية
وهي متزوجة من رحمي جوكتاش، الذي شغل منصب مدير بروكسل يونس إمري إنستيتوسو لفترة، ولديها طفلان. بالإضافة إلى لغتها الأم التركية والفرنسية ، تتحدث الهولندية المتقدمة والإنجليزية وتتحدث اللاتينية.